# 流星のロックマン トライブ
『流星のロックマン トライブ』（りゅうせいのロックマン トライブ、Shooting Star Rockman Tribe）は、株式会社カプコンのテレビゲーム『流星のロックマン2』を原作としたテレビアニメ。2007年11月3日より、テレビ東京の『おはコロシアム』内で、『流星のロックマン』の続編として放送が開始され、2008年3月29日に終了した。全21話。この作品をもって、『ロックマンエグゼ』から6年続いた『ロックマンシリーズ』のアニメは終了し、2008年4月5日から『ペンギンの問題』シリーズにバトンタッチした（『おはコロシアム』のアニメパート前半枠は4:3から16:9へ変更）。
前作同様、日本国内においてソフト化はされていないが、有料の動画配信サービスなどで視聴が可能。

## ストーリー
1か月前にFM王が地球に現れた時、FM王の膨大なエネルギーによってムー大陸、そしてムーの超科学力で作られた電波生命体達が復活の兆しを見せ始める。
そしてロックマンもオーパーツ・ベルセルクを偶然手に入れたことにより、ムーの古代文明を巡る争いに巻き込まれていく。

## 登場人物

### 主要人物
星河 スバル（ほしかわ スバル）
声 - 大浦冬華
本作の主人公。ウォーロックと電波変換しロックマンに変身する。食事中に焦って魚の骨を喉に詰まらせたり、初めて見た電波ウイルスを「かわいい」と言ったり、少し抜けたところや緊張感のないところもあり、ピラミッドの呪いを作り話扱いする割に、かなり怖がりな面も見せている。
今作ではミソラと頻繁に連絡を取り合っている。ミソラに協力してもらう反面、オーパーツのことはルナ、ゴン太、キザマロには秘密にしている。オリヒメのオーパーツ探しに協力して世界中を飛び回ったが、ダイナソー、シノビまでもが敵に奪われたためにオリヒメからの信頼を失ってしまう。だがオリヒメの目的がラ・ムー復活と知り、ムー復活を阻止しようとオリヒメ、エンプティと戦うことを決意する。また、前作の最後に父・大吾から地球を任されているので、何を言われても悪に加担しないと誓っている。
ベルセルクの剣を奪おうとするエンプティと激闘を繰り広げながらムー大陸に来てしまい、エンプティから守るためにウォーロックによって強制的に電波変換を解かれる。だが再びウォーロックのもとにたどり着いて電波変換し、五陽田の助言で3つのオーパーツを奪い取ってトライブキングとなり、エンプティをものともせずに倒す。その後ハープ・ノート、キャンサー・バブル、五陽田と共にムー大陸を脱出するが、ラ・ムーがゲートを通って現実世界に出現しようとしたので、ブライの協力もあってラ・ムーをゲートからムー大陸に押し返し、ゲートを破壊することに成功した。
ウォーロック
声 - 伊藤健太郎
AM星人。一部の地球人にはその存在を知られている。ファントム・ブラックとイエティ・ブリザードとの初戦闘の際、オーパーツ「ベルセルクの剣」を飲み込んでしまう。そのためロックマンをサンダーベルセルクに変身させたり、オーパーツやムーに関係するものの気配を感じ取ることができる。ベルセルクの剣とはその力から極限の疲労状態に陥っていたが、後のブライとの戦闘中、気絶したスバルが不思議な空間で地面に刺さっているサンダーベルセルクの剣を引き抜いたことでベルセルクの剣とうまく同化し、ウォーロックへの負担もなくなった。
最後の戦いで、エンプティにベルセルクを奪われてしまい、気を失ったままラ・ムーのエネルギーにされかけるが、間一髪でスバルと電波変換した。
響 ミソラ（ひびき ミソラ）
声 - 福圓美里
歌だけでなく演技もこなす超人気のアイドル。ハープと電波変換しハープ・ノートに変身する。付き人にキャンサーがついている。曲作りの題材になるという理由でオーパーツを探すスバルの協力をしている。おてんばな性格で、スバルには「変わった子」と思われている。スバルがラーナと一緒にいる時や、ルナがロックマンに抱きついた時に嫉妬したり、楽しそうな顔でスバルと手をつないだりと、スバルに好意を寄せているような場面も見られる。キャンサーへの人使いは荒いが、大事に思っていないわけではないようで、たびたび心配する様子を見せている。
最後の戦いで、エンプティの攻撃で戦闘不能になっていたが、ムー大陸のゲートに吸い込まれたロックマンを追って自身もムー大陸に突入し、キャンサー・バブルと共にイエティ・ブリザード、ファントム・ブラックと交戦した。
ムーの戦いが終わった後、スバルとの冒険の中で作った歌をコンサートで披露した。
ハープ
声 - 氷上恭子
こと座のFM星人。ミソラと電波変換してハープ・ノートになる。ミソラのことを気に入っており、ミソラが何をするにも協力的だが、あまりしっかりしていないとも思っているようである。11話ではウォーロックと同様に「（オーパーツの気配を）ここでは何も感じないわ」と言っていた。
白金 ルナ（しろがね ルナ）
声 - 植田佳奈
「ロックマン＝スバル（とウォーロック）」であることを前作の最終回で知ったが、その際に気絶したばかりに「愛しのロックマン様の正体が星河くんだなんて絶対に認めない!」と、前作同様（同一人物である）ロックマンの前とスバルの前とでは態度が異なる。しかし最終回にて、本心では「ロックマン＝スバル」と認めている発言をしている。
前作に引き続き星河あかねに料理を教わっているようで、前作よりもさらに料理が上手になっており、お菓子も色々と作れるようになっている。スバルが気軽につまみ食いしようとするくらい、星河家の台所になじんでいた。星河あかねと親密になっており、料理教室や最終回でのコンサートで親しそうな二人の姿が見られた。世界の未知の料理に挑戦するため、世界を飛び回ったこともある。
前作で見られたハープ・ノートに対しての嫉妬心は今作では見られず、「ハープ・ノート＝ミソラ」だと知った場面もない。ミソラのファンであるため、ナンスカにてミソラと会った時は大喜びしていた。
牛島 ゴン太（うしじま ゴンた）
声 - 大畑伸太郎
ロックマンの正体とウォーロックを知る、スバルの友人。「ロックマン＝スバル」と認めているので、ロックマンに対しても「スバル」と言う。キザマロがドッシーの話題を出した時にはあきれたようだが、ツッコミや力比べをしたりとよい友達である。
最小院 キザマロ（さいしょういん キザマロ）
声 - 儀武ゆう子
ロックマンの正体とウォーロックを知る、スバルの友人。「ロックマン＝スバル」と認めているので、ロックマンに対しても「スバルくん」と言う。ドッシーのような未知の生物や、忍者のような珍しいものに強い興味を抱いている。ルナが「ロックマン＝スバル」だとなかなか認めないことは、ゴン太と共に困っていた。

### 主要人物の関係者
天地 守（あまち まもる）
声 - 土田大
天地研究所、通称「AMAKEN（アマケン）」の所長。ロックマンとハープ・ノートのサポートをし、再び危険な戦いに巻き込まれているスバルを心配している。オーパーツにまつわることをサテラポリスには伏せていたようだが、アマケンを訪れた五陽田に洗いざらい話す。
宇田海 深佑（うたがい しんすけ）
声 - 森訓久
ロックマンとハープ・ノートのサポートをし、エンプティの正体も分析した。現在はスターキャリアーの普及版開発とマテリアライズの実用化に向けて努力し、ルナ、ゴン太、キザマロに協力してもらっている。
星河 あかね（ほしかわ あかね）
声 - 木村亜希子
スバルの母親。彼女の前でスバルがウォーロックと会話していることがあるのでウォーロックを知っているはずだが、息子がロックマンだとは知らないようで、前作でのとある出来事からロックマンを「宅配便のお兄さん」と勘違いしている。ハープ・ノートには「宅配便のお姉さん」と呼ぶ。
料理を教えたことがきっかけか白金ルナと親しくなっており、一緒にお菓子作ったりルナに誘われて絵画教室にも通ったりしている。キャンサー・バブルを「キャンバブちゃん」と呼ぶ。
キャンサー
声 - 中村大樹
かに座のFM星人で、キャンサー・バブルに電波変換できる。前作では電波変換には時間制限があるとされていたが、今作ではいつも電波変換した状態であり、通常の電波体の登場は1回だけである。ミソラの付き人となり、前作以上に地球の生活に馴染んでいる。あかねを「スバルママ」と呼ぶ。ミソラのことは大好きでありながらも、世話の焼ける存在でもある様子。
最終話にて、金田の命令で領収書の整理をしていて遅れたが、ムー大陸に突入してハープ・ノートと合流、イエティ・ブリザード、ファントム・ブラックと交戦した。

### オーパーツをめぐる者たち
ドクター・オリヒメ
声 - 折笠愛
ムー文明とオーパーツを研究している女性科学者。ビジライザー同様に電波を見ることができる特殊なコンタクトレンズをつけており、スバルがロックマンであることやウォーロックの存在も知っていた。世界的に有名な科学者で、電波研究の第一人者であり、前作でキグナス・ウィングが使用した「レディオコンポーザー」など電波に関する様々な発見や発明をしており、著書も何冊も出している。個人の戦闘能力は皆無のようだが、自分の周りにバリアを張ることができる。
デンサン大学にスバル（ロックマン）を呼び出して「ムーの電波生命体による究極の電波生命体の復活を阻止する」と、オーパーツ探しを申し出る。異常なまでにオーパーツに固執しており、オーパーツが2つも敵に奪われたときの剣幕は凄まじいものだった。その後ロックマンを見限ったのか、エンプティに隙を見てオーパーツを強奪するよう命じていた。
ダイナソーとシノビを強奪した後、服装を変えて正体を現す。真の目的は究極の電波生命体ラ・ムーを復活させ、自分の手で新世界の扉を開き、地球の電波環境を飛躍的に向上させることであった。3つのオーパーツが揃ったことでムー大陸へのゲートが開き、ファントム・ブラック、イエティ・ブリザードと共にムー大陸に突入し、3つのオーパーツをセットしてラ・ムーを復活させようとする。しかし3つのオーパーツを吸収してトライブキングとなったロックマンにエンプティを倒され、崩壊するムー大陸の中に姿を消した。
エンプティのことは大事に思っていたようで、その死には涙を流していた。
エンプティ
声 - 千葉一伸
オリヒメのサポートをする忠実な存在。ロボットのような外見をしていて、スバルはエンプティを初めて見た時、その姿に驚いていた。高いパワーとスピード、強力な電気属性の攻撃、相手の体内にあるオーパーツを抜き出す力を持ち、その強さはロックマン・サンダーベルセルクやブライを圧倒するほど。必殺技は「マジックサンダー」、「サンダーバズーカ」。
エンプティの羽織っているマントは一種のウタガイエリアであり、外部から空中線電力でエネルギーを供給されることでマテリアライズ（実体化）し、無限のエネルギーを持つ電波変換体となっている。エネルギーはオリヒメの車から供給されており、それが原因で行動範囲が制限されていた。オーパーツを吸収することによって通常の電波人間と同様に活動可能となり、ムー大陸は特殊な空間のため、無限に活動できる。
イエティ・ブリザード、ファントム・ブラックの両者を圧倒してオーパーツを強奪し、圧倒的な力でロックマンのオーパーツも奪おうとするも天地らに弱点を見抜かれ一度はロックマンに敗北。しかしオリヒメの手によってオーパーツのシノビとダイナソーを吸収することによって復活。そしてロックマンとの戦闘の最中にムー大陸に突入、スバルを危険から遠ざけるために彼と分離したウォーロックからベルセルクの剣を抜き取り、3つのオーパーツを得た。その後、ラ・ムー復活を阻止しようとするブライを敗北に追い込むも、トライブキングとなったロックマンとの戦闘では全く歯が立たず、オーバースラッシャーで真っ二つに斬り裂かれて倒された。
なお、ゲームでの名前の表記は「エンプティー」であるが、アニメでは「エンプティ」となっている。
ソロ
声 - 泰勇気
単独でブライに電波変換する、オーパーツを狙うムーの生き残りの少年。口数が非常に少なく、戦闘時の掛け声以外にまともな台詞は僅かしかなかった。幾度となくロックマンと対決し、序盤の時点でスバルたちには人間の姿と、スターキャリアーらしきものを所持しているのを見られている。人間の状態で大人を打ちのめすほどの強さがある。かつてムー人が犠牲を払いながらラ・ムーを封印したが、万が一ラ・ムーが復活しかけた時、それを阻止するために自身も眠っていた。
ロックマン、イエティ・ブリザード、ファントム・ブラックとの戦いの際、オーパーツが三つ揃ったことでムー大陸へのゲートが出現し、ムー大陸へのゲートに向かって吸い込まれていき、ゲートが消えて消息を絶つ。その後、ムー大陸にてカプセルらしきものの中で前回のダメージを回復していたところをスバルとミソラに目撃される。ラ・ムー復活を阻止するため、電波変換してオリヒメのもとに向かい、エンプティと戦うも倒されてしまう。だが、ゲートを通ってスバルたちの世界に現れようとするラ・ムーの前に現れ、ロックマンと協力してラ・ムーをムー大陸に押し返した。ムー大陸に吸い込まれていくように姿がなくなり、その後の安否は不明。
五里 門次郎（ごり もんじろう）
声 - 相沢正輝
イエティと電波変換してイエティ・ブリザードに変身する。「モンジーカンパニー株式会社」の代表。大富豪であり何事も最初は金で解決しようとする。イエティに協力しており自分の意識は保っている。巨万の富を得るためにムーを復活させようとオーパーツを狙う。劇中でハイドと人間の状態で会ったのは13話が初めてだが、その場での会話から、既に面識があった様子。「時は金なり」「左団扇」「金持ち喧嘩せず」といった金にまつわる言葉を好む。
ロックマンとブラキオ・ウェーブの戦いの隙を突いてオーパーツ・ダイナソーを強奪。この一件によりロックマンにも正体を知られる。エンプティに圧倒されて敗北し、オーパーツ・ダイナソーを奪われる。その後、巨万の富を得るためオリヒメに協力し、ムー大陸に突入する。だがエンプティがロックマン・トライブキングに倒されたのを見て形勢不利と判断し、どこかへ去っていった。
ハイド
声 - 松本大
ゴーストと電波変換してファントム・ブラックになる。初登場の1話では、貨物船に乗ってニホンに密入国し、町の中で霊柩車を乗り回すというとんでもないことをやっていた。
ゲームと違い、かなりのギャグキャラでオリヒメとも面識はないが、卑怯なところは同じである。自称芸術家だが、常人とは美しさのセンスがずれており、彼の描く絵は必ず変なものとなってしまう。本人はそれを美しいと思っており、ゴーストを美しいと言い、「時代が私に追いついていない」と言うほど。だが彼はいつか自分の絵が世間に認められると思っており、自分の芸術が世間に認められているのを見るために、ムーを復活させ永遠の命を得ようと考えている。オーパーツ・シノビを入手することに成功した。
大勢の子供たちが参加する絵画教室を開いていたこともあり、その子供たちが大人になった時に自分を高く評価してもらおうと考えていたが、子供たちのメインはルナ（ルナだけは真面目に絵を描いている）のお菓子で、絵画教室はオマケであると知り、絵画教室はやめてしまった。また、彼の絵は子供たちから「ラクガキ」「暗い」などと酷評されてしまっている。
絵画教室の際、ルナたちの会話からあかねがロックマンの母親と知り、あかねを人質に取ってロックマンのオーパーツを奪おうとするがエンプティに妨害される。そのままエンプティに圧倒されて敗北し、オーパーツ・シノビを奪われる。その後、永遠の命を得るためオリヒメに協力し、ムー大陸に突入する。だがエンプティがロックマン・トライブキングに倒されたのを見て形勢不利と判断し、どこかへ去っていった。
キュー・出間崎（キュー・でまざき）
声 - 遠近孝一
ブラキオと電波変換してブラキオ・ウェーブに変身する。CMMのディレクターでサングラスをかけている。ドッシーの存在を疑っていたが、最後にドッシーの姿を見たことで地球には未知なる場所があり、ネタがいくらでもあると喜びを胸にドンブラー湖を去っていった。ゲーム版とは違い仕事に対して真面目である。
ナンスカ村の村長 / ナンスカ・オサ・アガメ
声 - 宝亀克寿
コンドルと電波変換してコンドル・ジオグラフに変身する。ナンスカ村の村長で、非常に親切な老人。ナンスカ村の儀式を司っている。頭には鳥がとまっている。コンドルに体を乗っ取られたが、ロックマンに救われたことから彼を神と称し、ルナに習って「ロックマン様」と呼んだ。

### ムーの電波生命体
イエティ
声 - 風間勇刀
五里門次郎と電波変換してイエティ・ブリザードになる。頭の悪い五里に助言を与えたり、ロックマンを利用する作戦を考えたりもする。右肩にオーパーツ・ダイナソーがくっついていた。いざラ・ムー復活となると五里に「お前たちはラ・ムーの真の恐ろしさを知らないのだ」と警告していた。モチーフはイエティ。
ゴースト
声 - 鈴木勝美
ハイドと電波変換してファントム・ブラックになる。ゲームでは「ファントム」という名前。仮面を付けた幽霊のような姿をしている。ハイドとは仲がいい。有名な芸術家を目指すハイドと違い、オーパーツにまつわることを優先したがっている。背中にオーパーツ・シノビを背負っていた。いざラ・ムー復活となるとハイドに「やめた方がよくないか」と言っていた。モチーフはゴースト。
ブラキオ
声 - 有本欽隆
キューの意識を乗っ取ってブラキオ・ウェーブになる。野生の電波生命体でドンブラー湖に住んでおり、人間からはドッシーと呼ばれているが、湖を荒らされるのが嫌いなため人間嫌いである。他の電波生命体と異なりオーパーツが何のことかよくわかっていない。スバルとミソラは被害を食い止めるためにやむなく戦った（そのためゲーム版と違い、悪人ではない）。オーパーツの影響で人間にも彼の姿が見えてしまいドッシーと言われていたが、オーパーツがなくなったことでドッシーがいなくなり（ブラキオの姿が人に見えなくなり）、湖が静かになったことを悟りロックマンらに別れを告げて湖に帰って行った。一人称は「ワシ」。モチーフはネッシー。
コンドル
声 - 大西健晴
ナンスカ村の村長・アガメの意識を乗っ取ってコンドル・ジオグラフになる。神殿に眠っていたが目覚めてアガメと電波変換し、自らを神と名乗り村で暴れ回り、ルナをさらって彼女の心臓を神に捧げようとした。ロックマンとハープ・ノートを苦戦させたが、ロックマン・サンダーベルセルクによって倒される。一人称は「我」。なお、電波体のはっきりとした姿は登場せず、シルエットのみであった。モチーフはナスカの地上絵。
ラ・ムー
究極の電波生命体。頂点を極めたムーの超科学によって創られた存在。オリヒメ曰く「全知全能」。だがその強大な力から、神としてムー人の上に君臨しようとしたため、それを恐れたムー人が多大な犠牲を払いながらもオーパーツにその力を封じ込め、大陸ごと別次元の電波空間に封印された。オリヒメはこれを復活させ地球の電波環境を飛躍的に成長させようとする。かなり恐ろしい存在のようで、かつてのラ・ムーを知るイエティ、ゴーストから恐れられているほど。
エンプティの集めた3つのオーパーツによって復活しかけるが、ロックマンによって防がれる。しかしそれでも復活し、ゲートを通ってスバルたちの世界に出現しようとするが、ロックマン・トライブキングとブライの連携によってムー大陸に押し戻されてゲートを破壊され再び封印された。

### その他の人物
五陽田 ヘイジ（ごようだ ヘイジ）
声 - 志村知幸
前作に引き続き1話から登場。サテラポリスの警部で、自称「サテラポリスの伊達男」。アマケン開発の新兵器で電波ウイルスと戦っている。
20話にてイエティ・ブリザードの足にくっついてムー大陸に突入したが、振り落とされてしまいムー大陸に落下してしまう。ラ・ムーの復活を阻止しようとオーパーツを奪おうとするもファントム・ブラックに防がれてしまう。だが、ロックマンにオーパーツを奪うように伝え、ロックマンを助けるためにエンプティに攻撃したりと活躍していた。オリヒメを逮捕しようとするが逃げられ、ロックマンたちと共にムー大陸を脱出した。ロックマンがムー大陸のゲートを破壊した時には前作55話よろしく「やっぱり俺の見込んだ男だぜ!」と言っている。なお、ロックマンの正体がスバルであると知っているかは不明。ミソラのファンになっているのか、21話のラストでミソラのコンサートを見に行っていた。
金田 金太郎（かねだ きんたろう）
声 - 鈴木琢磨
前作に引き続いて登場。相変わらずミソラに振り回されている。キャンサーを付き人につけている。登場は2話のみ。
門次郎の秘書
声 - 中塚玲
五里門次郎の秘書をやっている集団。どういうわけか全く同じ姿の大量の、黒髪でサングラスをかけている黒服の女性であり、個々の判別は不可能。五里を「門次郎様」と呼ぶ。イエティのことは認知している様子。
ラーナ
声 - 辻あゆみ
アニメオリジナルキャラクター。ヒマナラ村に住んでいる少女で、村長の孫。ロックマンの正体に感づいていた模様。
ヒマナラ村の村長
声 - 星野充昭
アニメオリジナルキャラクター。ヒマナラ村の村長で、ラーナの祖父。
ハヤヤ
声 - 後藤沙緒里
アニメオリジナルキャラクター。ミソラと同じく人気少女歌手の模様。名字の読みは「ありま」。
オガムー
声 - 田中完
アニメオリジナルキャラクター。ナンスカ村の村人。「ナンスカ（何ですか）」が口癖になっており語尾に「ッス（疑問文ではッスカ）」とつける。ゲームには同じ容姿のキャラクターが登場している。
ジャッキー半蔵
声 - 藤原啓治
アニメオリジナルキャラクター。トウガラシ流忍術第133代当主。忍者の末裔らしいが言葉の中に英語を交ぜたりするなど怪しい男。だが忍者の実力は本物であり、一時的とはいえファントム・ブラックとイエティ・ブリザードを相手に渡り合ったほど。語尾に「おさる」をつける。ファントム・ブラックに「タイガーロール（オーパーツ・シノビ）」を取られてしまうが、新たな忍術（ファントム・ブラックとイエティ・ブリザードの技）を目の当たりにしたことで過去を振り返らず、新たな忍術の開発に励むことにした。修行途中、時間の都合で帰らなくてはならないミソラとキャンサーに「アイアンファイヤーロール」を授け、最後にスバル、ルナ、ゴン太、キザマロに「スプリングロール」を授けた。
双葉 ツカサ（ふたば ツカサ）
声 - 甲斐田ゆき
21話にてスバルたちと共にミソラのコンサートを見に来た。台詞は一言のみ。
FM星人
21話にて、かつてデリートされた全員（ジェミニを除く）がミソラのコンサートを見に来ていた。一瞬の登場であり台詞も無いので残留電波か本物なのかは不明。詳しくは流星のロックマン (アニメ)#FM星人参照。

### 電波人間
ロックマン
前作に引き続き登場。スバルとウォーロックの電波変換した姿。スバルの周囲の人間の一部には、ウォーロックの存在共々正体を知られている。必殺技はロックバスター。前作と違い、バトルカードはプレデーション（左手のウォーロックに食らいつかせる）する必要がなくなった。
オーパーツの力で変身（トライブ）し、さらに3つのオーパーツを使うことでトリプルトライブする。
サンダーベルセルク
ベルセルクの剣の力で変身した。雷の大剣を武器とする。当初はスバルやウォーロックの意志に関係なく勝手に変身してしまい、剣の制御がきかないこともあったが、ブライとの戦闘の際に自在に変身でき、使いこなせるようにもなった。必殺技はサンダースラッシュ、サンダーボルトブレイド。
ファイアダイナソー
オープニングと最終話にのみ登場。ロックマンがオーパーツ・ダイナソーの力で変身した姿。
グリーンシノビ
オープニングと最終話にのみ登場。ロックマンがオーパーツ・シノビの力で変身した姿。
トライブキング
サンダーベルセルクの時には大苦戦していたエンプティの攻撃を受けても無傷であり、攻撃力も桁違いに上がっている。必殺技はオーバースラッシャー、カイザーデルタブレイカー。
ハープ・ノート
前作に引き続き登場。ミソラとハープの電波変換した姿。主な必殺技はショックノート。戦闘能力はロックマンに劣り、敵の猛攻の前に変身が解けてしまうことがある。
キャンサー・バブル
声 - 水田わさび
キャンサーが単独で電波変換した姿。普段は背広を着て探偵のような帽子とコートを身に着けている。戦闘の際は帽子とコートをはずすが、肝心の戦闘では役に立っているシーンがほとんどない。主な必殺技はブーメランカッター。
ブライ
ソロが単独で電波変換した姿。左手より板状の大剣を出すことができ、バトルカードも使用する。圧倒的な戦闘技術を持ち、ロックマンとハープ・ノートを圧倒するほどの強さを誇る。主な必殺技はブライナックル。ウォーロックによると彼には電波体の反応がなく単独で電波変換しており、そのためウォーロックは彼に違和感を覚えていた。
イエティ・ブリザード
イエティと五里門次郎が電波変換した姿。オーパーツを狙っており、ドンブラー湖でオーパーツ・ダイナソーを手に入れた。右肩の内部にオーパーツ・ダイナソーが入っていたがエンプティに抜き取られた。なお、イエティはウォーロックと違って体とオーパーツが同化したわけではないので、オーパーツの力を使うことはあっても変身はしていなかった。主な必殺技はナダレダイコ。
ファントム・ブラック
ハイドとゴーストが電波変換した姿。杖を持ちシルクハットを被った紳士のような姿をしている。忍者の隠れ里でオーパーツ・シノビを手に入れたが、エンプティに抜き取られた。本人の感情・痛みなどでシルクハットのマークの表情が変わる。主な必殺技はファントムクロー。
ブラキオ・ウェーブ
キューがブラキオに憑依され、電波変換した姿。前作、今作全ての電波変換体の中で最も巨体。他の電波生命体とは違い、前作のFM星人と同じようにブラキオが意識を支配している。湖を静かにするため人間を追っ払おうとする。水中や水上で活動し、口から雷撃を放ったり、その巨体を利用して大波を起こしたり、相手にかみついたりしてロックマンとハープ・ノートを苦戦させた。主な必殺技はサンダーブレス。
コンドル・ジオグラフ
アガメ村長がコンドルに憑依され、電波変換した姿。ブラキオ・ウェーブ同様、意識はコンドルが支配している。戦闘機のように空中を自在に飛び回りビーム、ミサイル、体当たりでロックマンとハープ・ノートを苦戦させた。主な必殺技はフライングインパクト。

## 用語
ムー大陸
今から1万2千年前の超古代文明「ムー」が存在した大陸。ムー人は高い科学力で電波を自在に操ることで世界を支配し、ついには「究極の電波生命体ラ・ムー」を作り出したが、ラ・ムーが地球を破壊しかねない危険な存在となったため、犠牲を払いながらもムー人によって大陸ごと別次元の電波空間に封印された。
ムー大陸の表面にはビルのようなものが立ち並んでおり、紫色のウェーブロードが通っている。また、現在は特殊な空間にあるためウイルスが実体化したり、エンプティが無限に活動できたり、マテリアライズを使用可能である。
しかし、前作の最後でFM王が地球に来た時にその強大なエネルギーで封印が綻び、現実世界の太平洋上空に一瞬だけ出現。その時共に封じられていた電波生命体や電波ウイルスが解き放たれてしまう。
オーパーツが全て揃ったことにより、一時的にムー大陸へのゲートが出現し、再びムー大陸へのゲートが出現する。21話でのラ・ムー復活の影響で崩壊が始まったが、その後どうなったかは不明。ゲートはブライとロックマンによって破壊された。
ムーの電波生命体
ムー大陸に存在した、前作のFM星人と同じような特性を持つ存在。ムーの電波体とも呼ばれる。ムーの住人達とは、スバルとウォーロックのような関係を築いており、電波変換を日常的に行っていた。ムー大陸と共に封印された。伝説や神話、UFO、UMAなどはその生き残りの電波生命体によるものと思われる（ブラキオ、コンドルなど）。
ムー大陸が一瞬現実空間に現れた際に解き放たれ、ムー大陸の封印を解く鍵となるオーパーツを探すため、人間と電波変換して世界各地で事件を起こす。
前作のFM星人と違い、オーパーツを狙うムーの電波生命体（イエティ、ゴースト）は、電波変換する人間を乗っ取るのではなくその人間と手を組み、他の電波生命体とは敵対している。オーパーツを狙わない電波体は前作同様に人間の意識を乗っ取る。
オーパーツ
3つ存在し、ムー大陸復活の鍵とされている。世界でも特別な場所にある。強力な電波を発しているため電波ウイルスを引き寄せ、またムーの電波体に狙われる。異常現象を起こすこともあり、忍者の隠れ里ではウタガイエリアのような空間を作り出していた。3つ揃って互いに共鳴しあうとムー大陸へのゲートが出現する。その正体は石にラ・ムーの力を封印したもの。最終話にて全てロックマンと融合した。
ベルセルク
石の剣のような外見のオーパーツ。作中では「ベルセルクの剣」と呼ばれる。元々あった場所は不明。
博物館に展示されていたが、ファントム・ブラックとイエティ・ブリザードとの戦闘の際、ウォーロックが飲み込んでしまった。一部がウォーロックと同化しており、ロックマンをサンダーベルセルクに変身させる事ができる。
ダイナソー
恐竜型のオーパーツ。ドンブラー湖の湖底の神殿の遺跡にあったが五里に奪われ、イエティの右肩にくっついていたがエンプティが抜き取り、オリヒメの手に渡る。
シノビ
手裏剣型のオーパーツ。忍者の隠れ里にタイガーロールとして存在していた。忍者屋敷にあったがハイドに奪われた。ゴーストの背中にくっついていたがエンプティが抜き取り、オリヒメの手に渡る。
電波ウイルス
前作で登場した種類はFM王が地球上から一掃しており、今作のものはムー大陸に封印されていたもの。ムー大陸と共に封印されていたが、ムー大陸が一瞬現実空間に現れた際に解き放たれた。
スターキャリアー
前作の終盤から登場。ビジライザーなしでも電波空間を見る事が可能。マテリアルウェーブにより電波をさまざまな形に実体化できる機能「マテリアライズ」を持つが、試作段階のためAMAKEN内の「ウタガイエリア（仮）（うたがいえりあ かっこかり）」の中に限定される。ブライ、五里、ハイドもそれらしきものを所持している。
レディオコンポーザー
前作に登場。キグナスに精神を支配された宇田海がアマケンから持ち出した部品で電波変換装置に取り付ける。オリヒメが発明した。
ジャミング砲
特殊な波長の電波を発し、電波体や電波人間に干渉し、強烈なダメージを負わせる。「ムーの超科学を悪用する者に対抗するために開発した」とオリヒメは言っていたが、それが本意かは定かではない。
ヒマナラ山脈
世界一高い山。遺跡がある。オリヒメの調べによるとムーの子孫が移り住んだ可能性が高かったが、実際は住んでいる人々はムーの末裔ではないがムーの伝承は受け継いでいた。その伝承は地下大空洞伝説というもので、地下には果てしなく続く洞窟があるといわれ、ムーの人々が住んでいた地底の都に繋がっていると言われている。モデルはヒマラヤ山脈。
ドンブラー湖
北アメロッパの山間にある湖。ドッシーという生き物が住んでいるという伝説があり、ドッシーブームで賑わっていたが、ドッシーが現れなくなったことで静かな湖に戻ったと思われる。湖底にはムーの神殿の遺跡がありそこにオーパーツが眠っていた。ドッシーが現れたのも本来人には見えないはずのブラキオがオーパーツの力が原因で人に見られたためである。
ナンスカ村
南アメロッパの秘境。空気が薄く険しい山を越えたところにある村の為、「空中都市」とも呼ばれる。大航海時代に探検家の誰もが憧れたらしい。ムーの遺跡はあるがオーパーツは存在しない。村人の挨拶は「ナンスカ」。遺跡では神が祭られていて豊作を願う祭りが行われている。昔は人間も捧げ物にされていたこともあったが、現在は選ばれた人間が自分の宝物を捧げるようになっている。
忍者の隠れ里
ニホン中央山脈の山中に存在する。巨大な忍者屋敷が存在していて居住者はジャッキー半蔵。非常に山奥にあるため行くのは困難だが忍者の体験コースがあり、割と開放的である。オーパーツ・シノビが免許皆伝の証「タイガーロール」として伝わっていた。
トウガラシ流忍術
多羅羅無有（たらら むう）が起こした忍術。ジャッキー半蔵曰く「由緒ある伝統忍術」。現当主はジャッキー半蔵。

## スタッフ
- 原案 - CAPCOM
- 連載 - コロコロコミック、学年別学習雑誌 〜小学館〜
- 監督 - 加戸誉夫
- シリーズ構成 - 荒木憲一
- キャラクターデザイン - 足立慎吾
- プロップデザイン - 近岡直
- 美術監督 - 小山俊久
- 色彩設定 - 松岡珠江
- 撮影監督 - 広瀬勝利
- 編集 - 荻野郷子
- 音楽 - 鳴瀬シュウヘイ
- 音響監督 - 渡辺淳
- スーパーバイザー - 稲船敬二、佐上靖之
- 3DCG制作 - 小学館ミュージック&デジタル エンタテイメント
- アニメーションプロデューサー - 千野孝敏
- アニメーション制作 - XEBEC
- 製作 - テレビ東京、小学館プロダクション

## 主題歌
オープニングテーマ「絆 ウェーブ」（きずな ウェーブ）
作詞 - marf / 作曲・編曲 - 鳴瀬シュウヘイ / 歌 - 響ミソラ
- 21話ではオープニングが省略され、本編にスタッフクレジットが重ねられ、最後にミソラのコンサートの時に使われた。

## 各話リスト
| 話数 | サブタイトル             | 脚本           | 絵コンテ     | 演出     | 作画監督 | 放送日         |
| ---- | ------------------------ | -------------- | ------------ | -------- | -------- | -------------- |
| 1    | ムーの遺産               | 荒木憲一       | 加戸誉夫     | 高橋秀弥 | 世良悠子 | 2007年 11月3日 |
| 2    | ムーの封印               | 荒木憲一       | 加戸誉夫     | 高橋秀弥 | 石川健朝 | 11月10日       |
| 3    | ブライの襲撃             | 久保田雅史     | どじゃがげん | 日下直義 | 野本正幸 | 11月17日       |
| 4    | 発動、ベルセルクの剣!    | 久保田雅史     | どじゃがげん | 日下直義 | 野本正幸 | 11月24日       |
| 5    | ヒマナラの雪男           | 千葉克彦       | 平尾みほ     | 平尾みほ | 高橋晃   | 12月1日        |
| 6    | ヒマナラのムー遺跡       | 千葉克彦       | 長澤剛       | 長澤剛   | 高橋晃   | 12月8日        |
| 7    | ハイドとゴースト         | あみやまさはる | どじゃがげん | 段雄一   | 野本正幸 | 12月15日       |
| 8    | 試しの剣                 | あみやまさはる | どじゃがげん | 段雄一   | 野本正幸 | 12月22日       |
| 9    | ドッシーの真相           | 丸川直子       | 平尾みほ     | 高橋秀弥 | 足立慎吾 | 2008年 1月5日  |
| 10   | ブラキオの願い           | 丸川直子       | 松田剛吏     | 高橋秀弥 | 足立慎吾 | 1月12日        |
| 11   | 潜入! ナンスカ村         | 松村ゆかり     | どじゃがげん | 野本正幸 | 野本正幸 | 1月19日        |
| 12   | 恐怖の神様               | 松村ゆかり     | どじゃがげん | 野本正幸 | 野本正幸 | 1月26日        |
| 13   | 修行でおさる             | 千葉克彦       | 上坪亮樹     | 高橋秀弥 | 高橋晃   | 2月2日         |
| 14   | 忍者屋敷のオーパーツ     | 千葉克彦       | 石川健朝     | 筑紫大介 | 高橋晃   | 2月9日         |
| 15   | 三つ巴、オーパーツ争奪戦 | あみやまさはる | どじゃがげん | 段雄一   | 滝山真哲 | 2月16日        |
| 16   | ベラボーな作戦!?         | あみやまさはる | どじゃがげん | 段雄一   | 滝山真哲 | 2月23日        |
| 17   | ハイドの策略             | 久保田雅史     | 高橋秀弥     | 高橋秀弥 | 世良悠子 | 3月1日         |
| 18   | オリヒメの正体           | 久保田雅史     | 森かい       | 高橋秀弥 | 世良悠子 | 3月8日         |
| 19   | 無のエンプティ           | 関島眞頼       | どじゃがげん | 野本正幸 | 野本正幸 | 3月15日        |
| 20   | 孤高の戦士ブライ         | 荒木憲一       | 加戸誉夫     | 長澤剛   | 足立慎吾 | 3月22日        |
| 21   | ムー大陸の決闘           | 荒木憲一       | 加戸誉夫     | 長澤剛   | 足立慎吾 | 3月29日        |